# Бєликов Яків Петрович
Яків Петрович Бєликов (Бєліков) (? — ?) — український радянський діяч, голова Ніжинського і Луганського окрвиконкомів.

## Біографія
Член РКП(б).
У 1925—1926 роках — голова виконавчого комітету Ніжинської окружної ради.
З 1926 по жовтень 1927 року — голова виконавчого комітету Луганської окружної ради.
До 1932 року — на керівній роботі в системі Вищої ради народного господарства СРСР.
Подальша доля невідома.